# دهستان منبی
دهستان منبی (به لاتین: Menbi Gewog) یک دهستان در کشور بوتان است که در ناحیهٔ لهونتسه واقع شده‌است.